# San Lucas Ojitlán
San Lucas Ojitlán là một đô thị thuộc bang Oaxaca, México. Năm 2005, dân số của đô thị này là 19871 người.